# ヴォスパー・ソーニクロフト・フリゲート

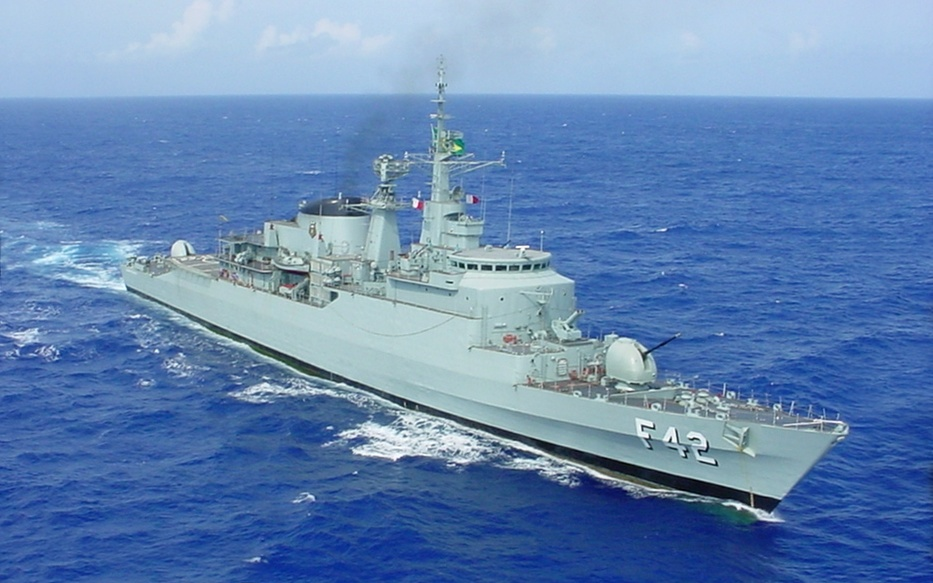
シリーズ最大のMk.10フリゲート（ブラジル海軍「コンスティトゥイサン」）

本項では、イギリスのヴォスパー社またはヴォスパー・ソーニクロフト社が開発した輸出用フリゲート/コルベットについて述べる。

## 概要
ヴォスパー社 (Vosper & Company) は、旧イギリス植民地を含む開発途上国への艦船輸出事業に期待して、1960年8月には政府から後援を受けるための交渉に着手していた。設計はヴィッカース社と共同で行われた。
Mk.1
175フィート (53 m)級のコルベットで、モジュール化設計により、汎用型と魚雷艇型、練習艦型と哨戒艦型がファミリー化されて提示されていた。
- クロマンツェ級 -  ガーナ海軍
- トブルク -  リビア海軍

Mk.2
Mk.1と同大だが、より精巧な設計となっている。1962年にはガスタービンエンジン搭載型がカナダ海軍に売り込まれたが、成約には至らなかった。
Mk.3
より大型の202フィート (62 m)級のコルベット。
- ドリナ級 -  ナイジェリア海軍

Mk.5
新規設計のガスタービンエンジン搭載型高速フリゲート。
- サーム級 -  イラン帝国

Mk.7
Mk.5と同系列で、やや大型化した設計であった。
- ダット・アサワリ -  リビア海軍

Mk.9
Mk.3よりわずかに大型化したコルベット。
- エリンミ級  -  ナイジェリア海軍

Mk.10
Mk.5, 7と同系列で、更に大型化・装備強化を図った設計であった。
- ニテロイ級 -  ブラジル海軍

また、特にMk.5, 7は、CVA-01級航空母艦の計画中止に伴う汎用フリゲートの検討を進めていたイギリス海軍にも影響を与え、後に同系列の設計による21型フリゲートが建造された。
その後、第2世代としてヴィジランス型（Vigilance class）も開発され、オマーン海軍がカヒル級コルベットとして採用した。